# What If... Thor Were an Only Child?
"What If... Thor Were an Only Child?" es el séptimo episodio de la primera temporada de la serie de televisión animada estadounidense What If...?, basada en la serie de Marvel Comics del mismo nombre. Explora lo que sucedería si los eventos de la película Thor (2011) del Universo Cinematográfico de Marvel (MCU) ocurrieran de manera diferente, con Thor creciendo sin su hermano adoptivo Loki y adoptando un estilo de vida fiestero. El episodio fue escrito por el escritor principal AC Bradley y dirigido por Bryan Andrews.
Jeffrey Wright narra la serie como el Vigilante, y este episodio también cuenta con las voces de Chris Hemsworth (Thor), Natalie Portman, Tom Hiddleston (Loki), Kat Dennings, Samuel L. Jackson, Jeff Goldblum, Cobie Smulders, Clark Gregg, Frank. Grillo, Taika Waititi, Karen Gillan, Jaimie Alexander, Seth Green, Alexandra Daniels y Rachel House. La serie comenzó a desarrollarse en septiembre de 2018, y Andrews y Bradley se unieron poco después, y muchos actores esperaban repetir sus papeles de las películas del MCU. La animación del episodio estuvo a cargo de Squeeze, con Stephan Franck como jefe de animación.
"What If... Thor Were an Only Child?" se estrenó en  Disney+ el 22 de septiembre de 2021. El episodio fue bien recibido y elogiado por su tono, comedia, la escena de pelea entre Thor y Capitana Marvel (Daniels), y las interpretaciones de Hemsworth, Portman, Hiddleston y  Dennings.

## Trama
Hacia el final de la guerra entre Asgard y Jotunheim, Odín encuentra al bebé Gigante de Hielo, Loki, y lo lleva de regreso con su padre Laufey,  formando una tregua con los Gigantes de Hielo.
Siglos más tarde, cuando Odín entra en el Sueño de Odin, su esposa Frigga instruye a su hijo Thor que estudie mientras ella visita a su hermana. En cambio, Thor viaja a Las Vegas para iniciar una fiesta, invitando a humanos, asgardianos y extraterrestres por igual. La astrofísica Jane Foster advierte al gobierno, pero al conocer a Thor, se vuelve más cercana a él. El director de S.H.I.E.L.D. Nick Fury intenta detener a Thor, pero Korg lo noquea accidentalmente.
Al día siguiente, la directora interina de S.H.I.E.L.D.,Maria Hill se enfrenta a Foster debido a su advertencia. A medida que llegan más extraterrestres, incluido el ahora adulto Príncipe Loki y varios otros Gigantes de Hielo, y Thor comienza a organizar fiestas destructivas en todo el mundo, Hill llama a Carol Danvers para persuadir a Thor de que se vaya. Él se niega y pelean, y Thor finalmente la derrota cuando ella evita usar todo su poder por temor a causar bajas. Después de esto, la pasante de Foster, Darcy Lewis, sugiere que Danvers ataque a Thor en áreas menos pobladas.
Buscando una solución más pacífica, Foster contacta a  Heimdall, quien la ayuda a conocer a Frigga y explicarle la situación. Mientras Danvers se enfrenta a Thor en Siberia, Hill autoriza un ataque nuclear contra Thor, pero tanto el ataque como la pelea se cancelan cuando Frigga contacta a Thor y le dice que regresará pronto. Asustado, Thor pone fin a las fiestas y convence a los asistentes para que lo ayuden a limpiar. Frigga llega y encuentra a Thor estudiando con su séquito, pero ve evidencia de la fiesta.
Antes de regresar a Asgard, Thor visita a Foster para perdonarla y agradecerle por contactar a Frigga. Thor le pide a Foster una cita, pero de repente, aparece una versión de Ultrón en el cuerpo de Vision, que empuña las seis Gemas del Infinito.

## Producción

### Desarrollo
En septiembre de 2018, Marvel Studios estaba desarrollando una serie de antología animada basada en los cómics What If...?, que explorarían cómo se alterarían las películas del Universo Cinematográfico de Marvel (MCU) si ciertos eventos ocurrieran de manera diferente.    El escritor principal AC Bradley se unió al proyecto en octubre de 2018,  y el director Bryan Andrews se reunió con el ejecutivo de Marvel Studios, Brad Winderbaum, sobre el proyecto ya en 2018;  La participación de Bradley y Andrews se anunció en agosto de 2019.  Son productores ejecutivos junto a Winderbaum, Kevin Feige, Louis D'Esposito y Victoria Alonso.  Bradley escribió el séptimo episodio, titulado "What If... Thor Were an Only Child?", que presenta una historia alternativa de la película Thor (2011). "What If... Thor Were an Only Child?" se lanzó en Disney+ el 22 de septiembre de 2021. 

### Escritura
En la historia alternativa del episodio, Thor adopta un estilo de vida fiestero en lugar de convertirse en un superhéroe serio como el Dios del Trueno debido a que nunca fue criado junto a su hermano adoptivo Loki. La historia, menos seria que otros episodios de la temporada, se inspiró en las películas de fiestas y comedias románticas de los años 1980 y 1990. Fanático de la relación romántica de Thor con Jane Foster, Bradley quería jugar con su historia de amor sin el "marco de la tragedia". También notó cómo la falta de presencia de Loki durante el crecimiento de Thor, debido a que el travieso Loki siempre hacía que Thor pareciera un hijo de buen comportamiento, afectaría a Thor, sin que su hermano adoptivo lo arrastrara a problemas, haciéndolo menos interesado en convertirse en Rey de Asgard. Andrews consideró que el episodio reinventa un Thor totalmente diferente al cómico visto en Thor: Ragnarok (2017) y Avengers: Endgame (2019).  A diferencia del cuarto episodio del programa, Bradley consideró que la trama de este episodio era "menos trágica",  siendo más "divertida y tonta".  Esta versión de Thor se comercializó como "Party Thor".  Bradley eligió formar pareja con Darcy Lewis y Howard the Duck mientras interpretaba la pista scratch para la voz de Lewis, dada su capacidad para imitar a Lewis y su amor por Howard y el actor de voz Seth Green. 

### Casting
Jeffrey Wright narra el episodio como el Vigilante, y Marvel planeo que otros personajes de la serie tengan la voz de los actores que los interpretaron en las películas del MCU.  El episodio está protagonizado por los actores de Thor Chris Hemsworth como Thor, Natalie Portman como Jane Foster, Tom Hiddleston como Loki, Kat Dennings como Darcy Lewis, Samuel L. Jackson como Nick Fury, Clark Gregg como Phil Coulson y Jaimie Alexander como Sif, junto a Los actores de Thor: Ragnarok; Jeff Goldblum como Gran Maestro, Taika Waititi como Korg, Rachel House como Topaz y Clancy Brown como Surtur. También retoman sus papeles del MCU Cobie Smulders como Maria Hill, Frank Grillo como Brock Rumlow, Karen Gillan como Nebula y Seth Green como Howard the Duck.  Cuando Green grabó sus líneas, Bradley se acercó a él para grabar su papel como un "retroceso" a No puedo esperar (1998), sin saber que Green había protagonizado esa película anteriormente. 
Alexandra Daniels y Fred Tatasciore repiten sus papeles como Carol Danvers / Capitana Marvel y Drax, respectivamente, del tercer y segundo episodio, en los que reemplazaron a las estrellas del MCU Brie Larson y Dave Bautista. Tatasciore también da voz a Volstagg, reemplazando a Ray Stevenson. Otros actores que reemplazan a las estrellas del MCU en el episodio incluyen a Josette Eales como Frigga, reemplazando a Rene Russo, David Chen como Hogun, reemplazando a Tadanobu Asano, y Max Mittelman como Fandral, reemplazando a Zachary Levi. 
El episodio se grabó más adelante en el desarrollo de la primera temporada del programa, lo que permitió a los actores, que ya tenían experiencia en episodios anteriores, improvisar diferentes líneas.  El episodio incluye cameos de varios personajes del MCU en papeles que no hablan, incluidos Odin, Heimdall, Valkyrie, Skurge y los Gigantes de Hielo de las películas de Thor, así como Rocket, Yondu Udonta, Mantis, Ultron / Vision y miembros de las especies Skrull y Soberanos. 

### Animación
La animación del episodio fue proporcionada por Squeeze,  con Stephan Franck como jefe de animación.  Andrews desarrolló el estilo de animación cel-shaded de la serie con Ryan Meinerding, jefe de desarrollo visual de Marvel Studios.  Aunque la serie tiene un estilo artístico consistente, elementos como la cámara y la paleta de colores difieren entre episodios.  

### Música
Marvel Music y Hollywood Records lanzaron digitalmente una banda sonora para el episodio el 24 de septiembre de 2021, con la partitura de la compositora Laura Karpman. 

## Marketing
Después del lanzamiento del episodio, Marvel lanzó un póster del episodio, con Grandmaster, Thor y Howard the Duck junto con una cita del episodio.  Marvel también anunció productos inspirados en el episodio como parte de su promoción semanal "Marvel Must Haves" para cada episodio de la serie, incluida ropa, accesorios y un Funko Pop basado en Party Thor. 

## Recepción

### Audiencia
What If...? fue la cuarta serie más reproducida por espectadores en los Estados Unidos durante la semana que finalizó el 19 de septiembre de 2021 según TV Time de Whip Media. 

### Respuesta crítica
Kirsten Howard de Den of Geek elogió las interacciones entre Hemsworth y Hiddleston, citando lo entretenido que fue ver su relación sin la "rivalidad y el resentimiento" que tienen en las películas. Elogió la actuación de Dennings, que comparó favorablemente con las interpretaciones de voz de episodios anteriores. Howard consideró que la pelea entre Danvers y Thor fue "espectacularmente organizada", pensó que el suspenso que termina con la aparición de Ultrón fue "excelente" y le dio al episodio 4,5 de 5 estrellas.  Tom Jorgensen de IGN lo consideró "el episodio más divertido de la serie hasta ahora", lo elogió como un "excelente cambio de ritmo" con respecto a la naturaleza seria de episodios anteriores, y comparó su tono con Thor: Ragnarok, dándole 8 de 10. Jorgensen elogió la animación y las referencias a la época dorada de la animación estadounidense, como los nombres escritos en todos los países. También destacó la actuación cómica de Hemsworth y la versión "más ligera y luchadora" de Portman de Jane Foster. Sin embargo, consideró que la apariencia de Danvers se sintió "un poco forzada". 
Karen Rought de Hypable comparó la encarnación de Thor en el episodio con la interpretación de Hemsworth de James Hunt en Rush (2013). También elogió el cambio de tono hacia la comedia,  al igual que Amon Warmann, quien lo consideró refrescante en su reseña para Yahoo! Movies. Warmann cuestionó la verosimilitud de la premisa, pero la encontró justificable por estar "al servicio de la diversión". Elogió las actuaciones de Daniels y Dennings y consideró que la química entre Hemsworth y Portman era una señal positiva para su represalia en Thor: Love and Thunder (2022).  Por el contrario, Sam Barsanti de The AV Club fue más crítico con el tono diferente del episodio, y pensó que perdió la oportunidad de hacer "algunos metacomentarios reflexivos sobre el MCU", dándole una "C+". Barsanti consideró que la comedia no estaba centrada en el MCU ni era lo suficientemente fuerte para un episodio completamente cómico, y sintió que la premisa era forzada y antinatural para los personajes. También criticó la ausencia de Larson, argumentando que "algunas de estas historias sólo funcionan si tienes a los actores de la película involucrados". Sin embargo, destacó la actuación de Dennings y elogió la escena de pelea de Thor y Danvers, señalándola como un homenaje a Dragon Ball. 